# Cozad
Cozad és una població dels Estats Units a l'estat de Nebraska. Segons el cens del 2000 tenia 4.163 habitants.

## Demografia
Segons el cens del 2000, Cozad tenia 4.163 habitants, 1.722 habitatges, i 1.127 famílies. La densitat de població era de 776,5 habitants per km².
Dels 1.722 habitatges en un 32% hi vivien nens de menys de 18 anys, en un 52,6% hi vivien parelles casades, en un 8,9% dones solteres, i en un 34,5% no eren unitats familiars. En el 30,4% dels habitatges hi vivien persones soles el 14,7% de les quals corresponia a persones de 65 anys o més que vivien soles. El nombre mitjà de persones vivint en cada habitatge era de 2,37 i el nombre mitjà de persones que vivien en cada família era de 2,95.
Per edats la població es repartia de la següent manera: un 26,4% tenia menys de 18 anys, un 7,8% entre 18 i 24, un 27% entre 25 i 44, un 22,2% de 45 a 60 i un 16,6% 65 anys o més.
L'edat mediana era de 37 anys. Per cada 100 dones de 18 o més anys hi havia 90,8 homes.
La renda mediana per habitatge era de 32.392 $ i la renda mediana per família de 43.413 $. Els homes tenien una renda mediana de 27.217 $ mentre que les dones 20.089 $. La renda per capita de la població era de 18.139 $. Aproximadament el 9,8% de les famílies i el 12,1% de la població estaven per davall del llindar de pobresa.

## Poblacions més properes
El següent diagrama mostra les poblacions més properes.